# François Coupry
François Coupry (Hyères, 19 luglio 1947) è uno scrittore francese.

## Biografia
Dopo gli studi di filosofia, era stato un giornalista letterario, editore e redattore capo della rivista Roman (1982-1989).
Ha anche occupato cariche istituzionali: primo direttore della Maison des écrivains (1984-1986), presidente della Société des lettres Gens (1996-2000), presidente e co-manager della Société française des auteurs de l'écrit (2001-2005, poi 2010-2013).
Ha pubblicato una trentina di storie.

## Pubblicazioni
- 1970: La Promenade cassée
- 1971: Les Autocoincés, Éditions Gallimard
- 1975: Mille pattes sans tête, éditions Jean-Edern Hallier
- 1976: L'Anti-éditeur, Hallier
- 1977: Écrire c'est vendre : esquisse d'une économie politique de la littérature, Hallier
- 1978: Je suis lesbien, Balland
- 1978: Ventre bleu, Balland
- 1980: Les Italiens d'aujourd’hui, Balland
- 1980: La Terre ne tourne pas autour du Soleil, Gallimard
- 1981: Le Bonheur est une idée neuve en France : mai 1968-mai 1981, Megrelis
- 1981: Torero d'or, insieme Catherine Clément, Hachette, Paris, reprint Robert Laffont 1992, ISBN 2221073924
- 1983: La Vie ordinaire des anges, Robert Laffont
- 1984: Le Rire du pharaon, Robert Laffont
- 1985: La Récréation du monde, Robert Laffont
- 1986: L'Imperméable vert, Bayard-presse
- 1987: Avec David Bloom dans le rôle de David Bloom, Robert Laffont
- 1989: Éloge du gros dans un monde sans consistance, Robert Laffont
- 1991: L'Énorme tragédie du rêve, Robert Laffont
- 1992: Le Fils du concierge de l’Opéra, Gallimard
- 1993: Les Contes du cavalier chinois, Robert Laffont
- 1993: L'Enfant qui lisait dans le ciel, Robert Laffont
- 1994: Monsieur l'archéologue, Gallimard
- 1994: Eugène Ionesco, Julliard
- 1997: La Corrida, Éditions Milan
- 1989: Faust et Antigone, Presses de la Renaissance
- 1982: Jour de chance, Presses de la Renaissance
- 1989: Une journée d'Hélène Larrivière, Presses de la Renaissance
- 1999: Abrico amoureux, Zulma
- 1999: Les Gitans, Milan
- 2000: L'Œil du gitan, éditions du Rocher
- 2000: Toros de mort, éditions du Rocher
- 2000: La Maison dans le Caniveau, Le Rocher
- 2005: Les trois Coups du cavalier chinois, le Rocher
- 2006: Zeus et la Bêtise humaine, Le Rocher
- 2008: Les Souterrains de l'Histoire, édition d’ensemble resserrée et recomposée (tra cui la versione rielaborata La Vie ordinaire des Anges), Le Rocher
- 2011: Où est le vrai Louis XVI ?, Alphée